# クロマツシミ
クロマツシミ（黒松紙魚、Ctenolepisma pinicola）は、シミ目（または総尾目 Thysanura）シミ亜目シミ科ヤマトシミ属に属する原始的な昆虫。
名前は1964年に香川県のクロマツ樹皮下から発見採取されたことに由来する。

## 形態
成虫の体長は10ミリ強。体は微妙に金属光沢感のある灰黒ないし黒色の鱗粉に覆われている。
肢は淡黄色を基調に若干の色素模様、触覚・尾毛は淡黄色から淡褐色に不明瞭な横縞模様を有する。
同属のオナガシミ(Ctenolepisma longicaudata)に大変よく似ているが、本種は後肢腿節に濃色斑を有する点などから区別することができる。

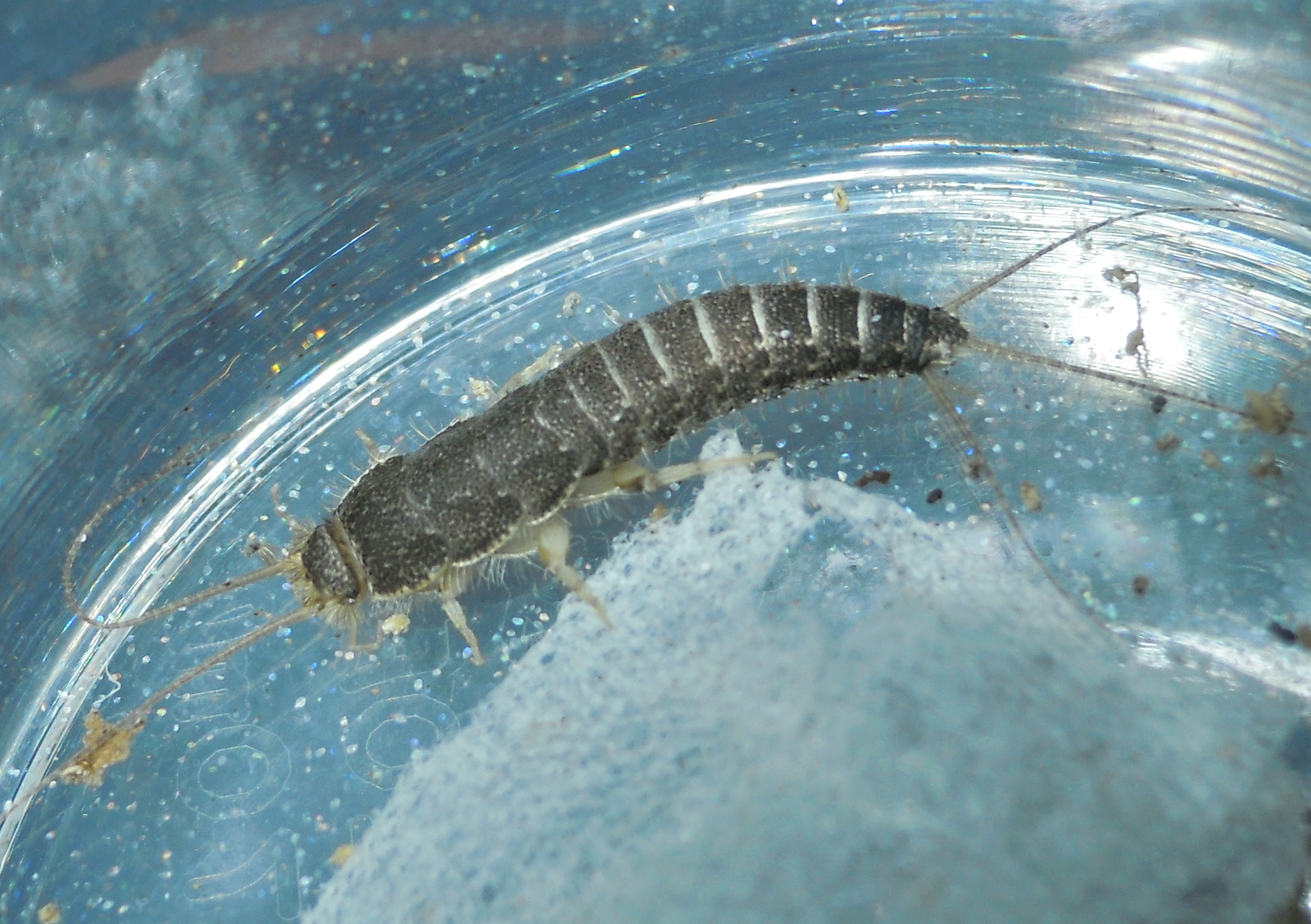
クロマツシミは後肢に色素模様を有する。

## 生態
原始的な昆虫であり、幼虫と成虫でほとんど形態が変わらず（無変態）、生涯脱皮を続け、触角や肢を失っても再生することができる。
翅がないため飛翔できず、外観が似ているイシノミ目の虫と違い跳躍もできない。
また泳ぐこともできず、容易に溺死してしまう。
セルロースを消化することができ、紙などの繊維質・でんぷん質を好んで食するが、完全草食性というわけではない。

## 分布
本種の初発見例は屋外からの採取であったが、その後屋内からの採取が報告されている。日本国外からの報告はない。
また、発見報告地は香川県から長野県まで散らばっており、本種が飛翔できないことも鑑みると、少なくとも現在は日本国内のかなり広い地域に生息しているものと推測される。

## 飼育方法
近縁種のヤマトシミ(Ctenolepisma villosa)の飼育方法に準ずる。